# Alchemilla crenulata
Alchemilla crenulata é uma espécie de rosácea do gênero Alchemilla, pertencente à família Rosaceae.